# Mike Stamm
Michael Eugene Stamm, detto Mike (6 agosto 1952), è un ex nuotatore statunitense.
Specializzato nel dorso, ha vinto la medaglia d'oro nella staffetta 4x100 m misti e l'argento nei 100 m e 200 m dorso ai Giochi olimpici di Monaco 1972.
È stato primatista mondiale nei 200 m dorso e nella staffetta 4x100 m misti.

## Palmarès
- Olimpiadi
  - Monaco 1972: oro nella staffetta 4x100 m misti, argento nei 100 m e 200 m dorso.
- Mondiali
  - 1973 - Belgrado: oro nella staffetta 4x100 m misti e argento nei 100 m dorso.